# 20e étape du Tour de France 2013
Pour un article plus général, voir Tour de France 2013.
La 20e étape du Tour de France 2013 s'est déroulée le samedi 20 juillet 2013.
Cette étape part d'Annecy et arrive au mont Semnoz, qui surplombe la ville de départ, après une boucle de 125 km dans le massif des Bauges, dans les départements de la Haute-Savoie et de la Savoie.

## Parcours

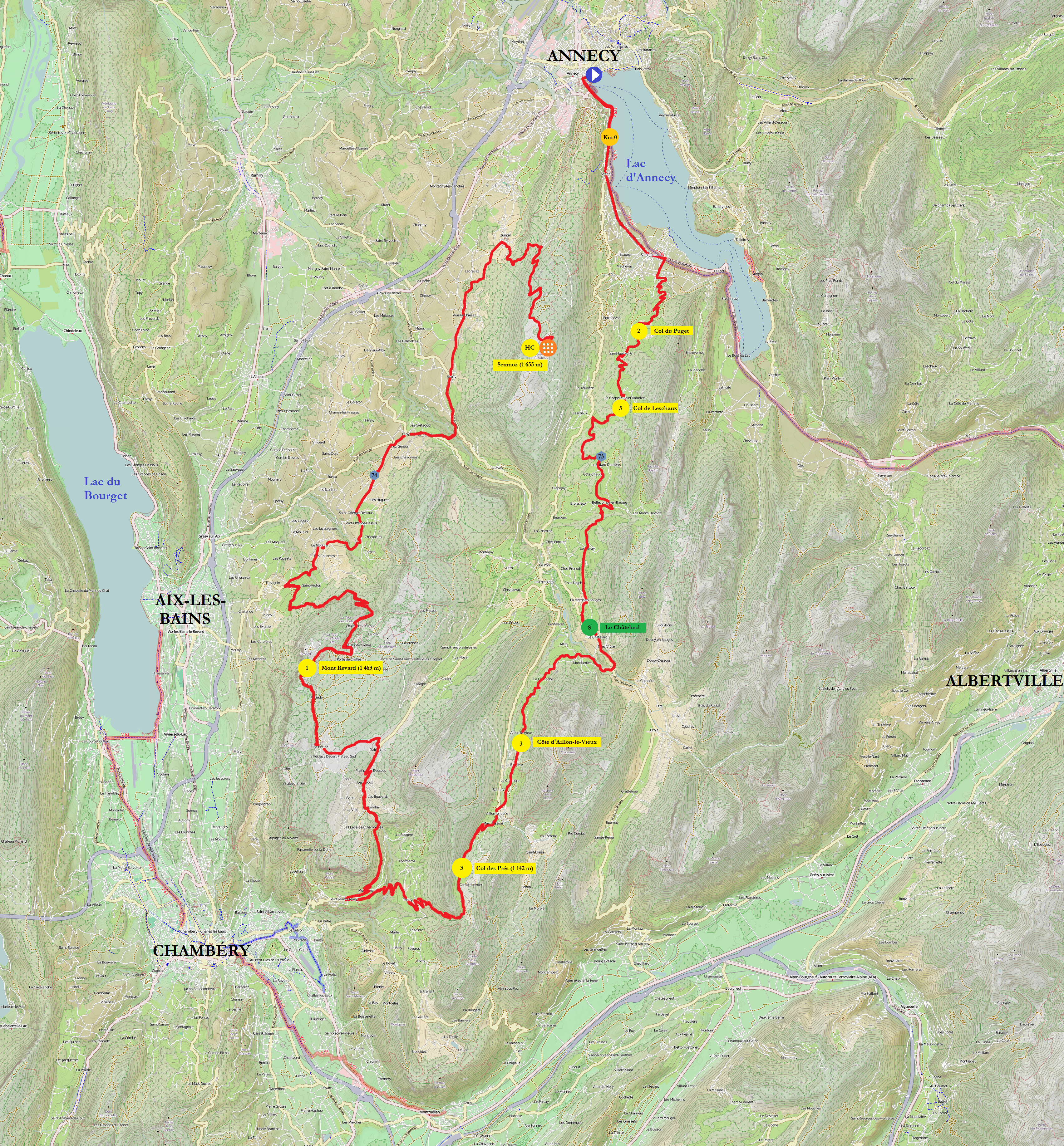
Tracé du parcours dans le massif des Bauges (Savoie et Haute-Savoie).

Le parcours de cette 20e étape de 125 km se déroule en totalité dans le massif alpin des Bauges ou à sa bordure. Il s'agit d'une très grande boucle, dans la mesure où le départ à Annecy se situe au pied de l'arrivée au mont Semnoz.
Le départ s'effectue dans la ville d'Annecy, chef-lieu du département de la Haute-Savoie. Le parcours longe alors la rive ouest du lac d'Annecy en traversant les communes de Sévrier et de Saint-Jorioz, puis s'éloigne du lac pour s'enfoncer dans les Bauges. Il rejoint ensuite le col de Leschaux (900 m d'altitude) sur la commune de Leschaux, après avoir traversé les communes de Saint-Eustache et de La Chapelle-Saint-Maurice.
À sa sortie de Leschaux, le parcours se poursuit dans le département voisin de la Savoie en traversant les communes de Bellecombe-en-Bauges, la Motte-en-Bauges et le Châtelard (737 m). Après la traversée du Chéran, sur le pont d'Escorchevel, débute l'ascension du col des Prés (1 142 m) par les communes d'Aillon-le-Vieux et Aillon-le-Jeune. Une fois le col franchi, le parcours contourne le mont Margériaz et redescend jusqu'à Thoiry, où la traversée de la Leysse se fait à environ 550 m.
Le franchissement de la Leysse marque l’entrée sur la commune de Saint-Jean-d'Arvey et le début de la longue ascension du mont Revard à 1 463 m d'altitude sur la commune des Déserts. Il traversera pour s'y rendre le domaine skiable de Savoie Grand Revard et la station de la Féclaz, situés également aux Déserts.
Le parcours redescend du mont Revard afin de rejoindre de nouveau la Haute-Savoie et Cusy (560 m) sur les contreforts ouest du massif des Bauges, en traversant les communes de Trévignin, de Montcel, de Saint-Offenge-Dessus et de Saint-Offenge-Dessous.
Une fois à Cusy, le parcours entame progressivement l'ultime ascension de l’étape jusqu'au mont Semnoz à 1 655 m en traversant les communes de Gruffy, de Viuz-la-Chiésaz et de Quintal. C'est à partir du chef-lieu de cette dernière que débutera la véritable ascension des 11 km restant jusqu'à l’arrivée au sommet du Semnoz.
Le parcours franchit six cols et côtes : la côte de Puget (2e catégorie), le col de Leschaux, la côte d'Aillon-le-Vieux et le col des Prés tours les trois en 3e catégorie, le Mont Revard (1re catégorie) et le Semnoz (Hors catégorie). Le sprint intermédiaire sera pour sa part disputé à l'entrée du chef-lieu du Châtelard en Savoie.

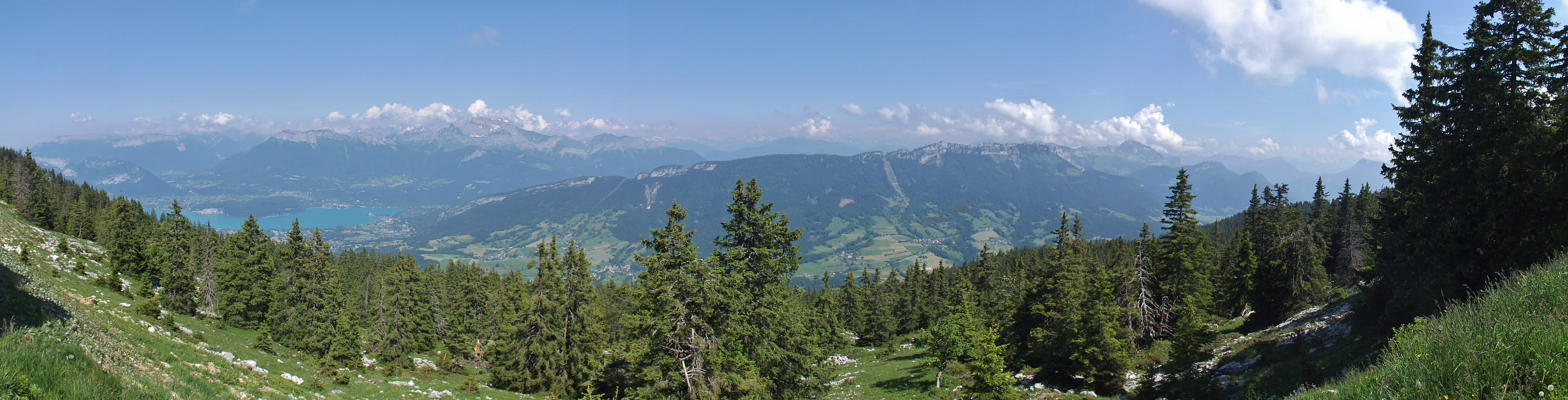
Après avoir longé le lac d'Annecy (à gauche), le parcours s'enfonce dans le massif des Bauges jusqu'en Savoie (à droite), avant de revenir au Semnoz, d'où est pris ce panorama, par son versant opposé.

## Déroulement de la course

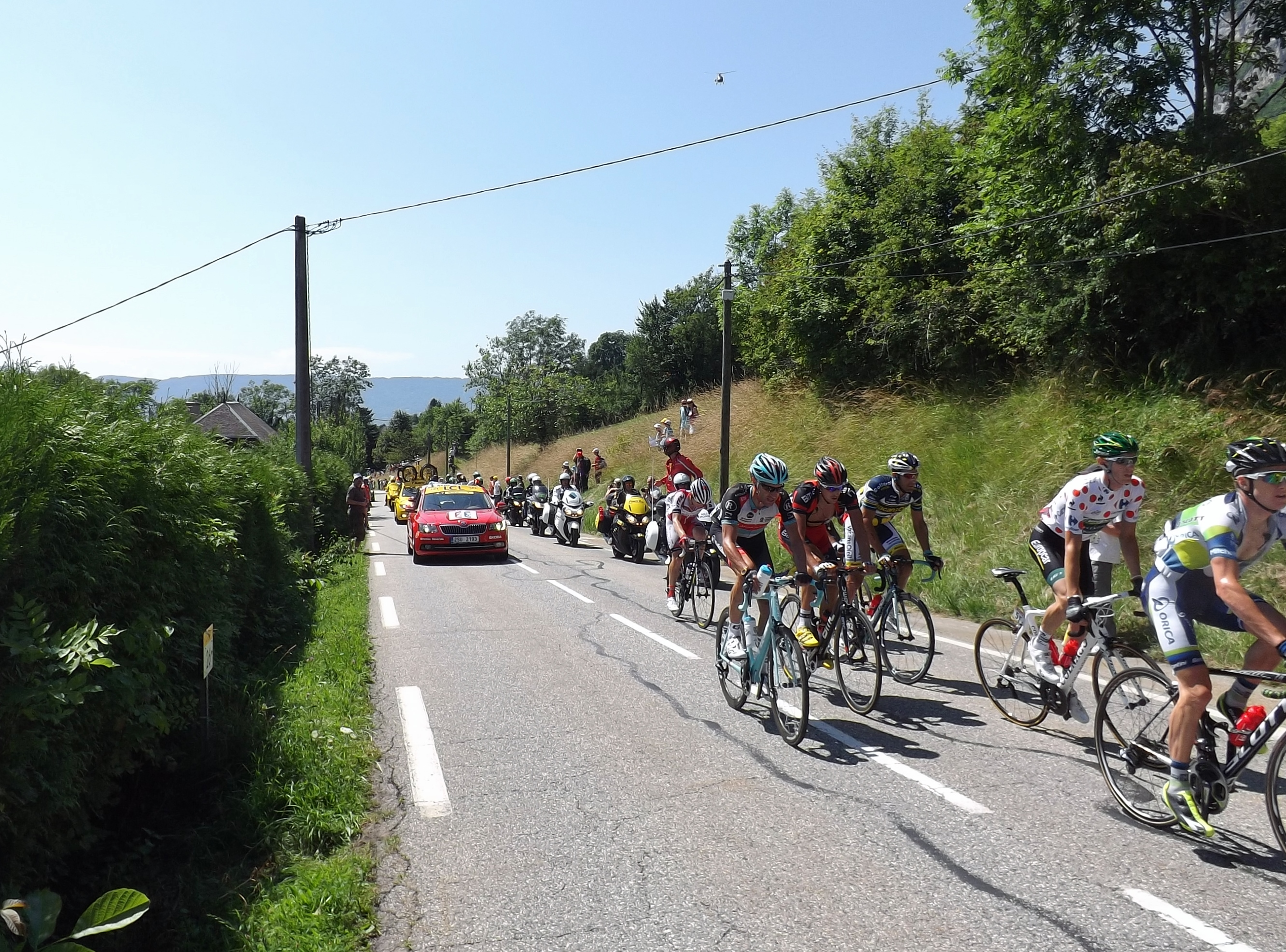
L’échappée du jour, ici à la sortie de Saint-Jean-d'Arvey (Savoie) en direction du mont Revard.

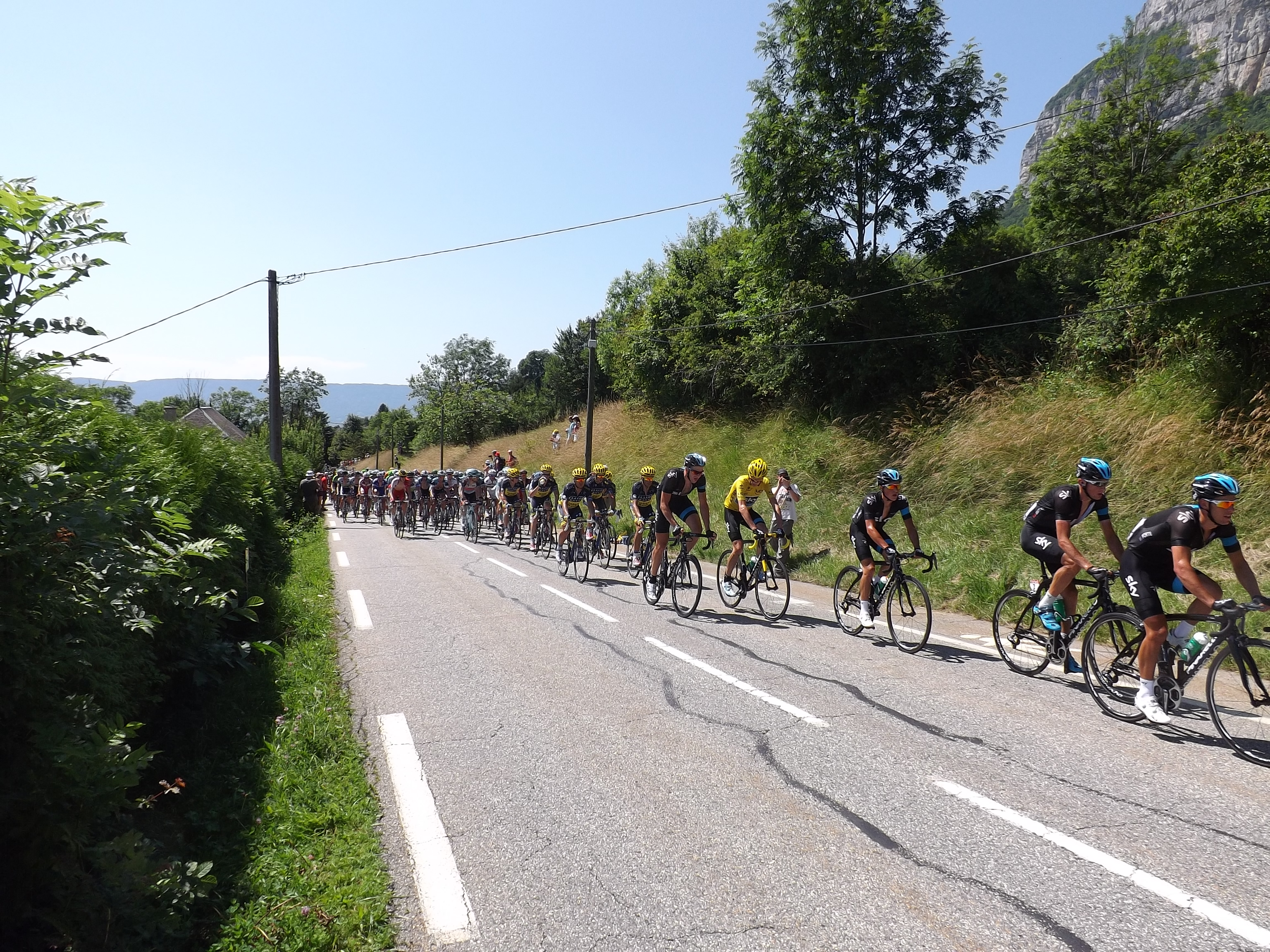
...échappée suivie par le peloton à moins d'une minute, et mené par les coéquipiers du maillot jaune.

Pierre Rolland (Europcar) prend l'initiative dès le premier kilomètre et s'échappe en compagnie de son coéquipier Cyril Gautier, Christophe Riblon (AG2R La Mondiale), Igor Antón (Euskaltel Euskadi) et Jens Voigt (RadioShack-Leopard). Rolland et Riblon visant le classement de meilleur grimpeur et le troisième protégeant la position de son leader, Mikel Nieve, lui aussi bien placé.
Rolland tasse l'Espagnol Antón au col des Prés. Ce n'est que le lendemain qu'il est sanctionné et qu'il se voit perdre les deux points qu'il avait acquis.

## Résultats

### Classement de l'étape
| Classement de la 20e étape | Classement de la 20e étape | Classement de la 20e étape | Classement de la 20e étape | Classement de la 20e étape |
|                            | Coureur                    | Pays                       | Équipe                     | Temps                      |
| -------------------------- | -------------------------- | -------------------------- | -------------------------- | -------------------------- |
| 1er                        | Nairo Quintana             | Colombie                   | Movistar                   | en 3 h 39 min 4 s          |
| 2e                         | Joaquim Rodríguez          | Espagne                    | Katusha                    | + 18 s                     |
| 3e                         | Christopher Froome         | Royaume-Uni                | Sky                        | + 29 s                     |
| 4e                         | Alejandro Valverde         | Espagne                    | Movistar                   | + 1 min 42 s               |
| 5e                         | Richie Porte               | Australie                  | Sky                        | + 2 min 17 s               |
| 6e                         | Andrew Talansky            | États-Unis                 | Garmin-Sharp               | + 2 min 27 s               |
| 7e                         | Alberto Contador           | Espagne                    | Saxo-Tinkoff               | + 2 min 28 s               |
| 8e                         | John Gadret                | France                     | AG2R La Mondiale           | + 2 min 48 s               |
| 9e                         | Jesús Hernández Blázquez   | Espagne                    | Saxo-Tinkoff               | + 2 min 55 s               |
| 10e                        | Roman Kreuziger            | Tchéquie                   | Saxo-Tinkoff               | + 2 min 55 s               |
| modifier                   |                            |                            |                            |                            |

### Points attribués
| Sprint intermédiaire du Châtelard (km 33,5) | Sprint intermédiaire du Châtelard (km 33,5) | Sprint intermédiaire du Châtelard (km 33,5) | Sprint intermédiaire du Châtelard (km 33,5) | Sprint intermédiaire du Châtelard (km 33,5) |
| ------------------------------------------- | ------------------------------------------- | ------------------------------------------- | ------------------------------------------- | ------------------------------------------- |
|                                             | Coureur                                     | Pays                                        | Équipe                                      | Point(s)                                    |
| 1er                                         | Juan Antonio Flecha                         | Espagne                                     | Vacansoleil-DCM                             | 20                                          |
| 2e                                          | Christophe Riblon                           | France                                      | AG2R La Mondiale                            | 17                                          |
| 3e                                          | Cyril Gautier                               | France                                      | Europcar                                    | 15                                          |
| 4e                                          | Marcus Burghardt                            | Allemagne                                   | BMC Racing                                  | 13                                          |
| 5e                                          | Simon Clarke                                | Australie                                   | Orica-GreenEDGE                             | 11                                          |
| 6e                                          | Jens Voigt                                  | Allemagne                                   | RadioShack-Leopard                          | 10                                          |
| 7e                                          | Igor Antón                                  | Espagne                                     | Euskaltel Euskadi                           | 9                                           |
| 8e                                          | Mikel Astarloza                             | Espagne                                     | Euskaltel Euskadi                           | 8                                           |
| 9e                                          | Pavel Brutt                                 | Russie                                      | Katusha                                     | 7                                           |
| 10e                                         | Pierre Rolland                              | France                                      | Europcar                                    | 6                                           |
| 11e                                         | André Greipel                               | Allemagne                                   | Lotto-Belisol                               | 5                                           |
| 12e                                         | Mark Cavendish                              | Royaume-Uni                                 | Omega Pharma-Quick Step                     | 4                                           |
| 13e                                         | Peter Sagan                                 | Slovaquie                                   | Cannondale                                  | 3                                           |
| 14e                                         | Fabio Sabatini                              | Italie                                      | Cannondale                                  | 2                                           |
| 15e                                         | José Joaquín Rojas                          | Espagne                                     | Movistar                                    | 1                                           |
| modifier                                    |                                             |                                             |                                             |                                             |

| Classement de l'étape | Classement de l'étape    | Classement de l'étape | Classement de l'étape | Classement de l'étape |
| --------------------- | ------------------------ | --------------------- | --------------------- | --------------------- |
|                       | Coureur                  | Pays                  | Équipe                | Point(s)              |
| 1er                   | Nairo Quintana           | Colombie              | Movistar              | 20                    |
| 2e                    | Joaquim Rodríguez        | Espagne               | Katusha               | 17                    |
| 3e                    | Christopher Froome       | Royaume-Uni           | Sky                   | 15                    |
| 4e                    | Alejandro Valverde       | Espagne               | Movistar              | 13                    |
| 5e                    | Richie Porte             | Australie             | Sky                   | 11                    |
| 6e                    | Andrew Talansky          | États-Unis            | Garmin-Sharp          | 10                    |
| 7e                    | Alberto Contador         | Espagne               | Saxo-Tinkoff          | 9                     |
| 8e                    | John Gadret              | France                | AG2R La Mondiale      | 8                     |
| 9e                    | Jesús Hernández Blázquez | Espagne               | Saxo-Tinkoff          | 7                     |
| 10e                   | Roman Kreuziger          | Tchéquie              | Saxo-Tinkoff          | 6                     |
| 11e                   | Romain Bardet            | France                | AG2R La Mondiale      | 5                     |
| 12e                   | Christophe Riblon        | France                | AG2R La Mondiale      | 4                     |
| 13e                   | Mikel Nieve              | Espagne               | Euskaltel Euskadi     | 3                     |
| 14e                   | Daniel Moreno            | Espagne               | Katusha               | 2                     |
| 15e                   | Jan Bakelants            | Belgique              | RadioShack-Leopard    | 1                     |
| modifier              |                          |                       |                       |                       |

### Cols et côtes
| Côte du Puget (km 12,5) 2e catégorie | Côte du Puget (km 12,5) 2e catégorie | Côte du Puget (km 12,5) 2e catégorie | Côte du Puget (km 12,5) 2e catégorie | Côte du Puget (km 12,5) 2e catégorie |
| ------------------------------------ | ------------------------------------ | ------------------------------------ | ------------------------------------ | ------------------------------------ |
|                                      | Coureur                              | Pays                                 | Équipe                               | Point(s)                             |
| 1er                                  | Pierre Rolland                       | France                               | Europcar                             | 5                                    |
| 2e                                   | Juan Antonio Flecha                  | Espagne                              | Vacansoleil-DCM                      | 3                                    |
| 3e                                   | Jens Voigt                           | Allemagne                            | RadioShack-Leopard                   | 2                                    |
| 4e                                   | Marcus Burghardt                     | Allemagne                            | BMC Racing                           | 1                                    |
| modifier                             |                                      |                                      |                                      |                                      |

| Col de Leschaux (km 17,5) 3e catégorie | Col de Leschaux (km 17,5) 3e catégorie | Col de Leschaux (km 17,5) 3e catégorie | Col de Leschaux (km 17,5) 3e catégorie | Col de Leschaux (km 17,5) 3e catégorie |
| -------------------------------------- | -------------------------------------- | -------------------------------------- | -------------------------------------- | -------------------------------------- |
|                                        | Coureur                                | Pays                                   | Équipe                                 | Point(s)                               |
| 1er                                    | Igor Antón                             | Espagne                                | Euskaltel Euskadi                      | 2                                      |
| 2e                                     | Pierre Rolland                         | France                                 | Europcar                               | 1                                      |
| modifier                               |                                        |                                        |                                        |                                        |

| Côte d'Aillon-le-Vieux (km 43) 3e catégorie | Côte d'Aillon-le-Vieux (km 43) 3e catégorie | Côte d'Aillon-le-Vieux (km 43) 3e catégorie | Côte d'Aillon-le-Vieux (km 43) 3e catégorie | Côte d'Aillon-le-Vieux (km 43) 3e catégorie |
| ------------------------------------------- | ------------------------------------------- | ------------------------------------------- | ------------------------------------------- | ------------------------------------------- |
|                                             | Coureur                                     | Pays                                        | Équipe                                      | Point(s)                                    |
| 1er                                         | Pierre Rolland                              | France                                      | Europcar                                    | 2                                           |
| 2e                                          | Christophe Riblon                           | France                                      | AG2R La Mondiale                            | 1                                           |
| modifier                                    |                                             |                                             |                                             |                                             |

| Col des Prés (km 51) 3e catégorie | Col des Prés (km 51) 3e catégorie | Col des Prés (km 51) 3e catégorie | Col des Prés (km 51) 3e catégorie | Col des Prés (km 51) 3e catégorie |
| --------------------------------- | --------------------------------- | --------------------------------- | --------------------------------- | --------------------------------- |
|                                   | Coureur                           | Pays                              | Équipe                            | Point(s)                          |
| 1er                               | Pierre Rolland                    | France                            | Europcar                          | 2                                 |
| 2e                                | Igor Antón                        | Espagne                           | Euskaltel Euskadi                 | 1                                 |
| modifier                          |                                   |                                   |                                   |                                   |

| Mont Revard (km 78,5) 1re catégorie | Mont Revard (km 78,5) 1re catégorie | Mont Revard (km 78,5) 1re catégorie | Mont Revard (km 78,5) 1re catégorie | Mont Revard (km 78,5) 1re catégorie |
| ----------------------------------- | ----------------------------------- | ----------------------------------- | ----------------------------------- | ----------------------------------- |
|                                     | Coureur                             | Pays                                | Équipe                              | Point(s)                            |
| 1er                                 | Jens Voigt                          | Allemagne                           | RadioShack-Leopard                  | 10                                  |
| 2e                                  | Igor Antón                          | Espagne                             | Euskaltel Euskadi                   | 8                                   |
| 3e                                  | Pierre Rolland                      | France                              | Europcar                            | 6                                   |
| 4e                                  | Christophe Riblon                   | France                              | AG2R La Mondiale                    | 4                                   |
| 5e                                  | Philippe Gilbert                    | Belgique                            | BMC Racing                          | 2                                   |
| 6e                                  | Tejay van Garderen                  | États-Unis                          | BMC Racing                          | 1                                   |
| modifier                            |                                     |                                     |                                     |                                     |

| Annecy-Semnoz (km 125) Hors catégorie | Annecy-Semnoz (km 125) Hors catégorie | Annecy-Semnoz (km 125) Hors catégorie | Annecy-Semnoz (km 125) Hors catégorie | Annecy-Semnoz (km 125) Hors catégorie |
| ------------------------------------- | ------------------------------------- | ------------------------------------- | ------------------------------------- | ------------------------------------- |
|                                       | Coureur                               | Pays                                  | Équipe                                | Point(s)                              |
| 1er                                   | Nairo Quintana                        | Colombie                              | Movistar                              | 50                                    |
| 2e                                    | Joaquim Rodríguez                     | Espagne                               | Katusha                               | 40                                    |
| 3e                                    | Christopher Froome                    | Royaume-Uni                           | Sky                                   | 32                                    |
| 4e                                    | Alejandro Valverde                    | Espagne                               | Movistar                              | 28                                    |
| 5e                                    | Richie Porte                          | Australie                             | Sky                                   | 24                                    |
| 6e                                    | Andrew Talansky                       | États-Unis                            | Garmin-Sharp                          | 20                                    |
| 7e                                    | Alberto Contador                      | Espagne                               | Saxo-Tinkoff                          | 16                                    |
| 8e                                    | John Gadret                           | France                                | AG2R La Mondiale                      | 12                                    |
| 9e                                    | Jesús Hernández Blázquez              | Espagne                               | Saxo-Tinkoff                          | 8                                     |
| 10e                                   | Roman Kreuziger                       | Tchéquie                              | Saxo-Tinkoff                          | 4                                     |
| modifier                              |                                       |                                       |                                       |                                       |

## Classements à l'issue de l'étape

### Classement général
| Classement général | Classement général | Classement général | Classement général | Classement général  |
|                    | Coureur            | Pays               | Équipe             | Temps               |
| ------------------ | ------------------ | ------------------ | ------------------ | ------------------- |
| 1er                | Christopher Froome | Royaume-Uni        | Sky                | en 80 h 49 min 33 s |
| 2e                 | Nairo Quintana     | Colombie           | Movistar           | + 5 min 3 s         |
| 3e                 | Joaquim Rodríguez  | Espagne            | Katusha            | + 5 min 47 s        |
| 4e                 | Alberto Contador   | Espagne            | Saxo-Tinkoff       | + 7 min 10 s        |
| 5e                 | Roman Kreuziger    | Tchéquie           | Saxo-Tinkoff       | + 8 min 10 s        |
| 6e                 | Bauke Mollema      | Pays-Bas           | Belkin             | + 12 min 25 s       |
| 7e                 | Jakob Fuglsang     | Danemark           | Astana             | + 13 min 0 s        |
| 8e                 | Alejandro Valverde | Espagne            | Movistar           | + 16 min 9 s        |
| 9e                 | Daniel Navarro     | Espagne            | Cofidis            | + 16 min 35 s       |
| 10e                | Andrew Talansky    | États-Unis         | Garmin-Sharp       | + 18 min 22 s       |
| modifier           |                    |                    |                    |                     |

### Classement par points
| Classement par points | Classement par points | Classement par points | Classement par points   | Classement par points |
| --------------------- | --------------------- | --------------------- | ----------------------- | --------------------- |
|                       | Coureur               | Pays                  | Équipe                  | Point(s)              |
| 1er                   | Peter Sagan           | Slovaquie             | Cannondale              | 383 points            |
| 2e                    | Mark Cavendish        | Royaume-Uni           | Omega Pharma-Quick Step | 282 pts               |
| 3e                    | André Greipel         | Allemagne             | Lotto-Belisol           | 232 pts               |
| modifier              |                       |                       |                         |                       |

### Classement du meilleur grimpeur
| Classement du meilleur grimpeur | Classement du meilleur grimpeur | Classement du meilleur grimpeur | Classement du meilleur grimpeur | Classement du meilleur grimpeur |
| ------------------------------- | ------------------------------- | ------------------------------- | ------------------------------- | ------------------------------- |
|                                 | Coureur                         | Pays                            | Équipe                          | Point(s)                        |
| 1er                             | Nairo Quintana                  | Colombie                        | Movistar                        | 147 points                      |
| 2e                              | Christopher Froome              | Royaume-Uni                     | Sky                             | 136 pts                         |
| 3e                              | Pierre Rolland                  | France                          | Europcar                        | 117 pts                         |
| modifier                        |                                 |                                 |                                 |                                 |

### Classement du meilleur jeune
| Classement général du meilleur jeune | Classement général du meilleur jeune | Classement général du meilleur jeune | Classement général du meilleur jeune | Classement général du meilleur jeune |
|                                      | Coureur                              | Pays                                 | Équipe                               | Temps                                |
| ------------------------------------ | ------------------------------------ | ------------------------------------ | ------------------------------------ | ------------------------------------ |
| 1er                                  | Nairo Quintana                       | Colombie                             | Movistar                             | en 80 h 54 min 36 s                  |
| 2e                                   | Andrew Talansky                      | États-Unis                           | Garmin-Sharp                         | + 13 min 19 s                        |
| 3e                                   | Michał Kwiatkowski                   | Pologne                              | Omega Pharma-Quick Step              | + 14 min 39 s                        |
| modifier                             |                                      |                                      |                                      |                                      |

### Classement par équipes
| Classement par équipes | Classement par équipes | Classement par équipes | Classement par équipes |
|                        | Équipe                 | Pays                   | Temps                  |
| ---------------------- | ---------------------- | ---------------------- | ---------------------- |
| 1re                    | Saxo-Tinkoff           | Danemark               | en 241 h 52 min 5 s    |
| 2e                     | AG2R La Mondiale       | France                 | + 8 min 30 s           |
| 3e                     | RadioShack-Leopard     | Luxembourg             | + 8 min 52 s           |
| modifier               |                        |                        |                        |